# Platambus nepalensis
Platambus nepalensis – gatunek wodnego chrząszcza z rodziny pływakowatych i podrodziny Agabinae.
Gatunek ten opisany został w 1969 roku przez Borislava Guéorguieva jako Stictogabus nepalensis i z lokalizacją typową w nepalskiej dolinie Sun Khosi. W 1975 roku przez Günthera Wewalkę został opisany gatunek Platambus bhutanensis, z lokalizacją typową w bhutańskim Paro. W 1988 Michel Brancucci zsynonimizował oba gatunki, umieszczając je w rodzaju Platambus. Gatunek ten zaliczany jest do grupy gatunków P. maculatus.
Chrząszcz o wąskim, podłużno-owalnym, nieco wklęsłym ciele długości od 7,4 do 7,6 mm. Szerokość nasady przedplecza jest wyraźnie mniejsza od szerokości nasady pokryw. Pokrywy czarne z ceglastymi do brązowych plamami. Urzeźbienie pokryw silne, w postaci siateczki i silnie wgłębionych, nierównomiernie rozmieszczonych i różnej wielkości punktów, położonych na przecięciach linii tejże. Samiec ma wierzchołki paramer krótkie, długością zbliżone do długości nasady. Jego edeagus jest w widoku bocznym silnie ścięty w wierzchołkowej ⅓.
Chrząszcz znany z Bhutanu i Nepalu.